# Campionati italiani primaverili di nuoto 2008
I 55. Campionati italiani primaverili di nuoto si sono svolti a Livorno tra il 1º e il 5 aprile 2008, nella piscina "Simeone Camalich". Erano l'ultima competizione valida per qualificarsi alle Olimpiadi di Pechino. In gara 482 atleti, 226 femmine e 256 maschi.

## Podi

### Uomini
| Evento               | Oro                                                                                                | Tempo    | Argento                                                                                         | Tempo       | Bronzo                                                                                             | Tempo    |
| Stile libero         | |          |                                                                                                 |             | |          |
| 50 m                 | Alessandro Calvi                                                                                   | 22.84    | Luca Leonardi                                                                                   | 22.96       | Luca Dotto                                                                                         | 23.02    |
| 100 m                | Alessandro Calvi                                                                                   | 49.63    | Luca Leonardi                                                                                   | 50.11 - RIJ | Michele Santucci                                                                                   | 50.19    |
| 200 m                | Nicola Cassio                                                                                      | 1'50.12  | Marco Belotti                                                                                   | 1'50.15     | Matteo Pelliciari                                                                                  | 1'50.36  |
| 400 m                | Federico Colbertaldo                                                                               | 3'48.39  | Samuel Pizzetti                                                                                 | 3'51.42     | Cesare Sciocchetti                                                                                 | 3'52.10  |
| 800 m                | Francesco Zuccaro                                                                                  | 8'02.49  | Luca Ferretti                                                                                   | 8'04.52     | Nicola Bolzonello                                                                                  | 8'08.11  |
| 1500 m               | Federico Colbertaldo                                                                               | 15'04.98 | Samuel Pizzetti                                                                                 | 15'13.30    | Luca Baggio                                                                                        | 15'17.02 |
| Dorso                | |          |                                                                                                 |             | |          |
| 50 m                 | Mirco Di Tora                                                                                      | 26.05    | Marco Malinverno                                                                                | 26.38       | Damiano Lestingi                                                                                   | 26.39    |
| 100 m                | Mirco Di Tora                                                                                      | 55.52    | Damiano Lestingi                                                                                | 55.57       | Enrico Catalano                                                                                    | 55.60    |
| 200 m                | Damiano Lestingi                                                                                   | 1'58.66  | Mattia Aversa                                                                                   | 1'58.85     | Sebastiano Ranfagni                                                                                | 2'01.08  |
| Rana                 | |          |                                                                                                 |             | |          |
| 50 m                 | Alessandro Terrin                                                                                  | 27.97    | Andrea Toniato                                                                                  | 28.43       | Riccardo Bartoli                                                                                   | 28.50    |
| 100 m                | Loris Facci                                                                                        | 1'01.71  | Edoardo Giorgetti                                                                               | 1'01.79     | Riccardo Bartoli                                                                                   | 1'02.09  |
| 200 m                | Loris Facci                                                                                        | 2'12.99  | Luca De Matteis                                                                                 | 2'13.70     | Paolo Bossini                                                                                      | 2'13.74  |
| Farfalla             | |          |                                                                                                 |             | |          |
| 50 m                 | Mattia Nalesso                                                                                     | 24.29    | Lorenzo Benatti                                                                                 | 24.34       | Simone Corbò                                                                                       | 24.44    |
| 100 m                | Mattia Nalesso                                                                                     | 53.51    | Rudy Goldin                                                                                     | 53.62       | Lorenzo Benatti                                                                                    | 53.74    |
| 200 m                | Niccolò Beni                                                                                       | 1'58.71  | Michele Cosentino                                                                               | 1'59.49     | Francesco Vespe                                                                                    | 2'00.62  |
| Misti                | |          |                                                                                                 |             | |          |
| 200 m                | Federico Turrini                                                                                   | 2'00.73  | Alessio Boggiatto                                                                               | 2'01.50     | Leonardo Tumiotto                                                                                  | 2'03.00  |
| 400 m                | Luca Marin                                                                                         | 4'16.71  | Alessio Boggiatto                                                                               | 4'18.04     | Federico Turrini                                                                                   | 4'20.80  |
| Staffette            | |          |                                                                                                 |             | |          |
| 4x100 m stile libero | Gruppo Nuoto Fiamme Gialle Alessandro Chinellato Christian Galenda Klaus Lanzarini Lorenzo Vismara | 3'20.77  | Circolo Canottieri Aniene Simone Ciancarini Marco Belotti Gianfranco Meschini Nicola Cassio     | 3'23.32     | Centro Sportivo Esercito Federico Bocchia Paolo Villa Fabrizio Addamiano Gianluca Ermeti           | 3'23.70  |
| 4x200 m stile libero | Circolo Canottieri Aniene Alex Di Giorgio Gianfranco Meschini Simone Ciancarini Nicola Cassio      | 7'24.46  | Ispra Swim Planet Andrea Frovi Emiliano Brembilla Jonas Salgado Michele Cosentino               | 7'24.65     | Centro Sportivo Carabinieri Federico Cappellazzo Sebastiano Ranfagni Mirko Mazzari Francesco Vespe | 7'26.92  |
| 4x100 m misti        | Circolo Canottieri Aniene Mattia Aversa Edoardo Giorgetti Simone CIancarini Nicola Cassio          | 3'41.47  | Centro Sportivo Carabinieri Sebastiano Ranfagni Michele Vancini Mattia Nalesso Alessandro Calvi | 3'42.32     | Centro Sportivo Esercito Federico Turrini Marco Sommaripa Paolo Villa Gianluca Ermeti              | 3'43.01  |

### Donne
| Evento               | Oro                                                                                                 | Tempo         | Argento                                                                                    | Tempo    | Bronzo                                                                                              | Tempo    |
| Stile libero         | |               |                                                                                            |          | |          |
| 50 m                 | Cristina Chiuso                                                                                     | 25.58         | Silvia Copetta                                                                             | 25.76    | Gigliola Tecchio                                                                                    | 26.09    |
| 100 m                | Maria Laura Simonetto                                                                               | 55.77         | Federica Pellegrini                                                                        | 55.98    | Erika Ferraioli                                                                                     | 56.28    |
| 200 m                | Flavia Zoccari                                                                                      | 2'01.12       | Alice Carpanese                                                                            | 2'01.36  | Wendy Lancellotti                                                                                   | 2'01.63  |
| 400 m                | Flavia Zoccari                                                                                      | 4'11.92       | Roberta Ioppi                                                                              | 4'13.38  | Irene De Biasi                                                                                      | 4'15.89  |
| 800 m                | Rachele Bruni                                                                                       | 8'40.89       | Irene De Biasi                                                                             | 8'42.56  | Martina Grimaldi                                                                                    | 8'51.49  |
| 1500 m               | Roberta Ioppi                                                                                       | 16'28.02      | Rachele Bruni                                                                              | 16'32.21 | Irene De Biasi                                                                                      | 16'39.38 |
| Dorso                | |               |                                                                                            |          | |          |
| 50 m                 | Elisa Apostoli                                                                                      | 29.78         | Sara Fazzini                                                                               | 29.83    | Alice Parisi                                                                                        | 30.04    |
| 100 m                | Romina Armellini                                                                                    | 1'01.56       | Elena Gemo                                                                                 | 1'01.63  | Caterina Brighi                                                                                     | 1'03.92  |
| 200 m                | Romina Armellini                                                                                    | 2'13.94       | Valentina D’Intino                                                                         | 2'14.65  | Margherita Ganz                                                                                     | 2'15.44  |
| Rana                 | |               |                                                                                            |          | |          |
| 50 m                 | Roberta Panara                                                                                      | 31.72 - RI    | Chiara Boggiatto                                                                           | 32.18    | Serenella Parri                                                                                     | 32.19    |
| 100 m                | Roberta Panara                                                                                      | 1'09.04       | Chiara Boggiatto                                                                           | 1'09.70  | Ombretta Plos                                                                                       | 1'09.95  |
| 200 m                | Pamela Gabrieli                                                                                     | 2'28.80 - RIJ | Silvia Rossi                                                                               | 2'30.35  | Chiara Boggiatto                                                                                    | 2'30.73  |
| Farfalla             | |               |                                                                                            |          | |          |
| 50 m                 | Cristina Maccagnola                                                                                 | 27.01         | Silvia Di Pietro                                                                           | 27.56    | Ilaria Bianchi                                                                                      | 27.59    |
| 100 m                | Silvia Di Pietro                                                                                    | 1'00.17       | Ilaria Bianchi                                                                             | 1'00.19  | Elena Gemo                                                                                          | 1'00.21  |
| 200 m                | Paola Cavallino                                                                                     | 2'11.10       | Francesca Segat                                                                            | 2'11.60  | Caterina Giacchetti                                                                                 | 2'11.70  |
| Misti                | |               |                                                                                            |          | |          |
| 200 m                | Caterina Brighi                                                                                     | 2'18.00 - RIJ | Francesca Aceto                                                                            | 2'18.05  | Erica Buratto                                                                                       | 2'18.24  |
| 400 m                | Alessia Filippi                                                                                     | 4'45.36       | Elisa Pasini                                                                               | 4'48.59  | Francesca Aceto                                                                                     | 4'52.27  |
| Staffette            | |               |                                                                                            |          | |          |
| 4x100 m stile libero | Plain Team Veneto A Renata Spagnolo Alice Carpanese Silvia Copetta Maria Laura Simonetto            | 3'43.76 - RIS | DDS srl A Eleonora Celada Annathea Bened Accornero Roberta Panara Giorgia Mancin           | 3'48.42  | Circolo Canottieri Aniene Ambra Migliori Alessandra Morotti Caterina Giacchetti Federica Pellegrini | 3'48.72  |
| 4x200 m stile libero | Circolo Canottieri Aniene Ambra Migliori Alessandra Morotti Caterina Giacchetti Federica Pellegrini | 8'06.90 - RIS | Plain Team Veneto asd Alice Carpanese Renata Spagnolo Maria Laura Simonetto Irene De Biasi | 8'08.63  | Team Lombardia Nuoto MGM Wendy Lancellotti Giulia Bolgiani Ludovica Leoni Susanna Negri             | 8'18.34  |
| 4x100 m misti        | Circolo Canottieri Aniene A Romina Armellini Noemi DI Renzo Ambra Migliori Federica Pellegrini      | 4'09.75       | DDS srl A Carla Elena Stampfli Roberta Panara Cristina Maccagnola Giorgia Mancin           | 4'11.38  | Forum Sport Center Desiree Cappa Ombretta Plos Chiara Mazzoni Erika Ferraioli                       | 4'11.76  |